# Jean Bourdichon

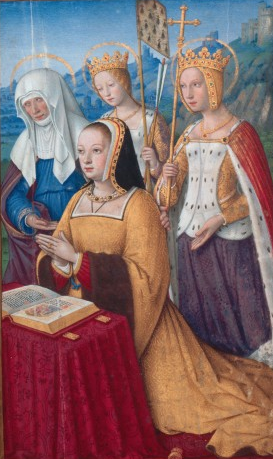
Hertogin Anna van Bretagne in Gebed, folio 2 recto uit de Grote getijden van Anna van Bretagne

Jean Bourdichon (1456 à 1457 – 1520 à 1521) was een Frans schilder en miniaturist die werkte voor het Franse hof tussen het einde van de 15e en het begin van de 16e eeuw. Hij werd geboren in Tours (niet gedocumenteerd) in 1456 of 1457 en overleed er tussen 1520 en 1521. Hij werd benoemd tot "schilder van de koning" door vier opeenvolgende Franse koningen namelijk: Lodewijk XI, Karel VIII, Lodewijk XII en Frans I. Bourdichon is voornamelijk gekend als miniaturist en zijn belangrijkste werk is het getijdenboek dat hij maakte in opdracht van Anne van Bretagne: de Grote getijden van Anna van Bretagne. Naast de talrijke handschriften die hij verluchtte zijn er ook een aantal schilderijen op paneel aan hem toegeschreven.

## Biografie
Men is niet zeker van de geboorteplaats noch van de geboortedatum, maar de meeste bronnen vermelden Tours of de Bourbonais als geboorteplaats en data gaande van 1456 tot 1459. Hij verklaarde zelf op het proces rond de heiligverklaring van Franciscus van Paola in 1513 dat hij 56 jaar was, waaruit een geboortedatum van 1456 of 1457 volgt. Hij werd voor het laatst vermeld in 1520 en in 1521 vraagt zijn dochter haar deel van de erfenis op, wat de datum van overlijden in 1520 of 1521 plaatst.
Bourdichon kreeg zijn opleiding waarschijnlijk bij Jean Fouquet of in diens atelier bij de zogenoemde Meester van de Boccaccio van München een van de zonen van Fouquet. Maar ook dit is allesbehalve zeker, het bestaan van een Fouquet atelier wordt door sommige onderzoekers sterk in twijfel getrokken.
De meester was gehuwd met Barbe Colleberbe en we weten dat hij met haar zeker twee dochters had, waarvan een Françoise heette. Hij huwde een tweede maal met Catherine Chambellan. Karel VIII kende de schilder een bedrag van 1000 livres tournois (Tours pond) toe als bruidsschat voor zijn dochters.
Hij werkte voornamelijk in Tours waar hij, gezien de opdrachten die bekend zijn uit documenten en de regelmaat waarmee hij in de koninklijke rekeningen opduikt, een belangrijk atelier moet gehad hebben.
In 1481 volgde Jean Bourdichon Jean Fouquet op als "peintre et valet de chambre" van Lodewijk XI. In 1491 zou Karel VIII voor hem een werkkamer hebben laten inrichten in kasteel van Plessis-lès-Tours. Bourdichon kreeg hierdoor toegang tot de bibliotheek van de koning waar hij onder meer het La Flora getijdenboek leerde kennen en daardoor van dichtbij het werk van de beste Vlaamse miniaturisten van die tijd kon bestuderen.
Bourdichon maakte trouwens niet alleen miniaturen en schilderwerken op paneel, maar was als "schilder van de koning" ook verantwoordelijk voor de organisatie van festiviteiten en het maken van de tijdelijke versieringen die daar bij hoorden, aan of voor het hof. Er zijn ook rekeningen gevonden voor het ontwerpen van geldstukken, juwelen en glasramen.
Naast zijn werk voor het Franse hof werkte hij ook in opdracht van de hoge adel zoals Frederic III van Aragon en Catherine d'Armagnac, van de hoge clerus zoals de bisschoppen Louis d'Amboise, Jacques de Beaune en Charles de Marigny.
De kunstenaar raakte na zijn dood vrij snel vergeten hoewel hij een grote invloed uitoefende op de schilderkunst in de streek van de Loire in het begin van de 16e eeuw. Zijn belangrijkste werk, de Grote getijden van Anna van Bretagne, werd lange tijd toegeschreven aan Jean Poyet die trouwens voor Anne van Bretagne een klein gebedenboek maakte. De fout werd in 1880 ontdekt toen André Steyaert een kwitantie vond voor de betaling van de, voor die tijd, grote som van 1050 livres tournois of 600 écus d'or aan Jean Bourdichon door Anne van Bretagne waarin ze preciseerde dat het was  ... tant pour le recompenser de ce qu'il nous a richement et sumptueusement historié et enlumyné unes grans heures pour nostre usaige et service où il a mis et emploé grant temps ...  (vrij vertaald: om hem te belonen voor het rijkelijke en weelderige verluchten en voorzien van miniaturen van een groot getijdenboek voor gebruik door ons, waaraan hij zeer veel tijd besteed heeft).

## Stijlkenmerken

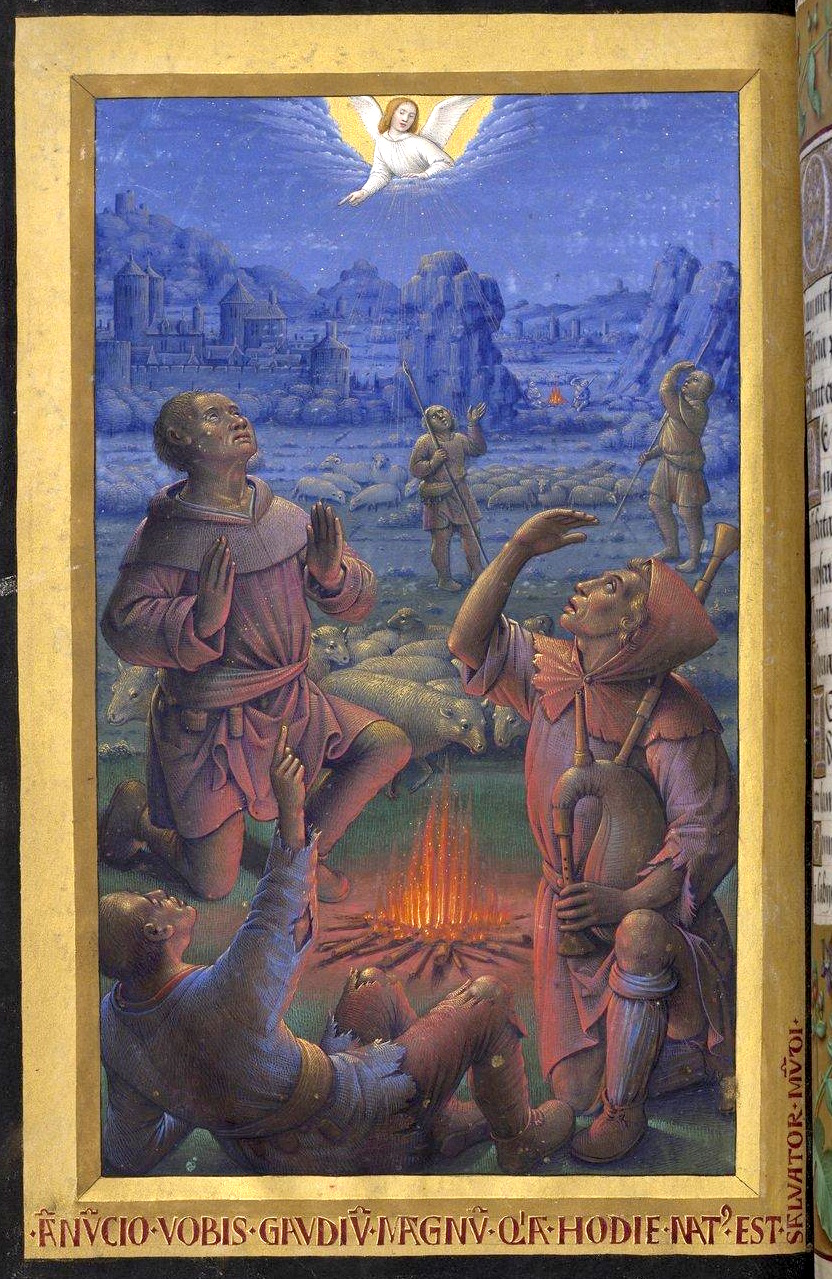
Aankondiging aan de herders uit de Grote getijden van Anna van Bretagne

Bourdichon wordt door vele  kunsthistorici die zijn werk bestudeerden beschreven als iemand die vlekkeloos werk aflevert maar zelden vernieuwend is. Hij maakt wat zijn opdrachtgevers mooi vonden, en mooi was voor hen rijk en somptueus zoals blijkt uit de rekeningen van Anne van Bretagne en Frans I, die ook het realisme aanprees. Latere critici gaan dit 'mooi' in pejoratieve zin gebruiken Eigentijdse beschrijvingen hebben het over de stylus grandis of stylus sublimis omwille van het rijke en gevarieerde kleurenpalet en het veelvuldig gebruik van goud. Ook zijn composities, waarbij de vormen ruimtelijk geplaatst worden volgens hun hiërarchie en personen worden afgebeeld handelend naar hun sociale en morele rang. Grote figuren komen bijna bladvullend op de voorgrond zodat details nagenoeg verdwijnen en alle aandacht naar het hoofdgebeuren gaat.
Als kind van zijn tijd (of onder invloed van Fouquet) gebruikt hij geïtalianiseerde of antieke gebouwen, hoewel ook de gotische niet ontbreken. Hij gebruikt uiteraard het lijnperspectief, naast het atmosferisch perspectief. Volgens sommigen zou hij een of meerdere bezoeken aan Italië gebracht hebben in het gevolg van de Franse koningen. Personen worden dikwijls ten halve lijve uitgebeeld en in de Grote getijden van Anne van Bretagne omkadert hij de miniaturen met een gouden lijst wat doet denken aan de schilderkunst op paneel. In de margeversieringen van dit werk gebruikt de artiest voor zijn catalogus van 337 planten een voorstelling die geïnspireerd was door de Gent-Brugse stijl in de boekverluchting wat aantoont dat hij ook de Vlaamse boekverluchting kende.
Uit zijn werk blijkt dat hij graag nachtelijke scènes schilderde.

## Werken

### Paneelschilderingen

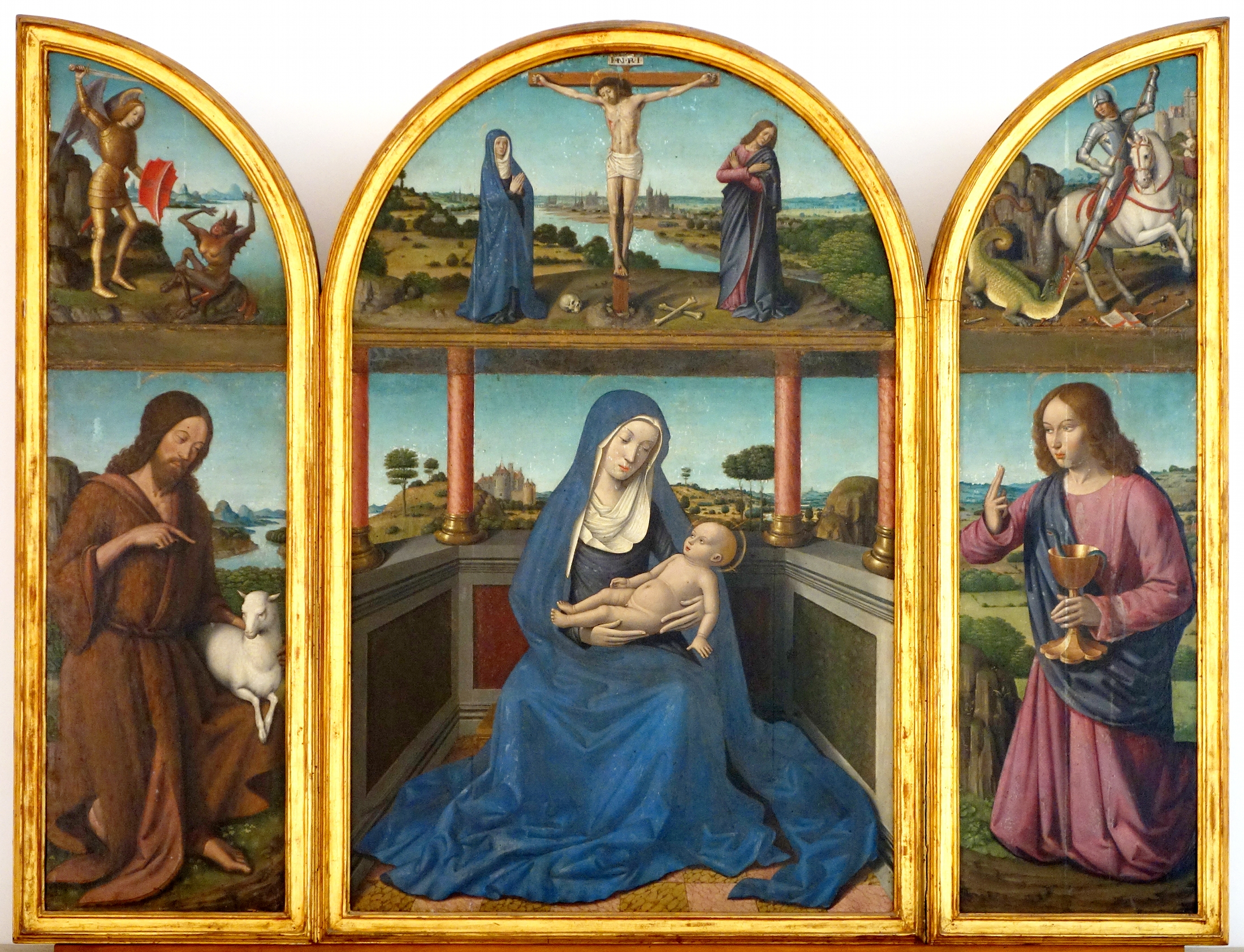
Maagd met Kind tussen Johannes de Doper en Johannes de evangelist, Museo nazionale di San Martino, Napels.

Er bestaan weinig werken waarvan de toewijzing aan Bourdichon zeker is, maar een lijst van toegeschreven werken volgt hieronder
- Maagd met Kind tussen Johannes de Doper en Johannes de evangelist, Museo nazionale di San Martino, Napels, het enige paneelschilderij dat met zekerheid aan hem kan toegeschreven worden.
- Zegenende Christus en Biddende maagd, Musée des beaux-arts de Tours. Deze panelen werden in 2007 door het museum aangekocht. Volgens sommige kunsthistorici komen ze uit de Fouquet atmosfeer, maar ontstonden ze in de volgende generatie;[15] het museum schrijft ze toe aan Bourdichon.

### Portretten
Uit documenten en rekeningen van het hof weet men dat Bourdichon ook actief was als portretschilder. In 1491 maakte hij een portret van de Karel VIII en Anne van Bretagne, en een verwante van hen: demoiselle de Tarante. Daarna maakte hij een portret van Karel VIII ten voeten uit. In 1507 maakt hij in opdracht van Lodewijk XII het Portret van Franciscus van Paola, dat in 1519 door Frans I aan paus Leo X werd geschonken en spijtig genoeg verloren ging. Ook in 1516 schilderde hij nog meerdere portretten waaronder een van Frans I

### Boekverluchting

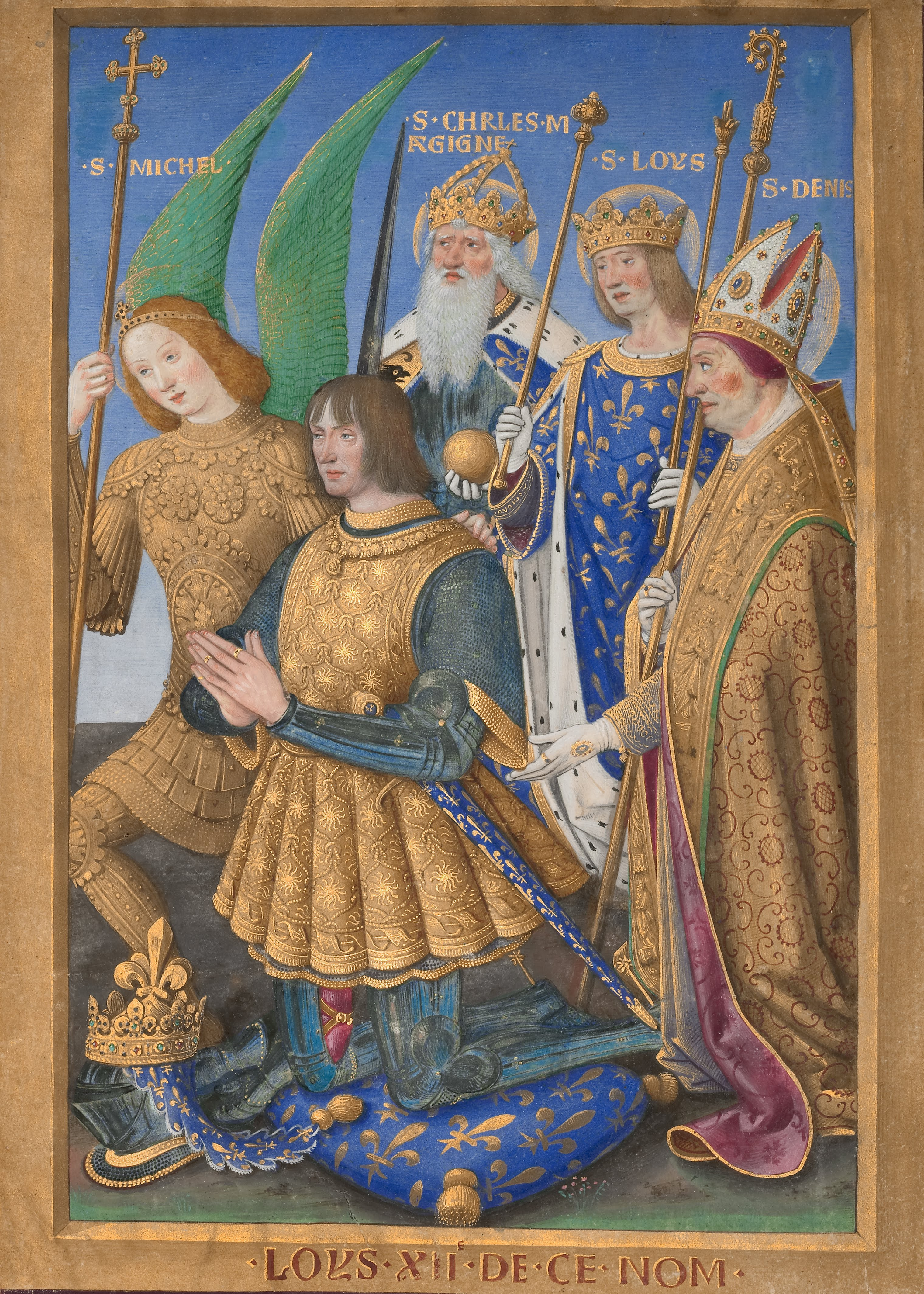
Getijdenboek van Lodewijk XII, de koning geknield in gebed.

Op het gebied van de boekverluchting worden de volgende werken aan Bourdichon toegeschreven:
- De getijden van Catherine d'Armagnac of Getijden naar gebruik van Rome (1480-1485, Malibu (Californië), J. Paul Getty Museum, MS.6))[17]
- Getijdenboek, (1480-1485, Frankfurt am Main, Museum für Kunsthandwerk, L.M.48)
- De getijden van Karel VIII, (ca. 1481, Bibliothèque nationale de France (BnF), MS. Lat. 1370)[18]
- Getijden van Charles de Martigny (ca. 1483) fragmenten in:
  - Lissabon, Museu Calouste Gulbenkian, ms. M. 2A-B cat. 17;
  - Cambridge, Fitzwilliam Museum, Marlay Cutting, ms. Fr. 4-6
- Getijden van Lodewijk XII,[19] ook gekend als de Getijden van  Henry VII van Engeland (1498-1499), fragmenten in 
  - Londen, British Library Add. MS. 33254 T, U, en V;[20]
  - Malibu, J. Paul Getty Museum,  Ms. 79A, Ms. 79Bv, ms.79 recto;
  - Free Library of Philadelphia, Lewis E. M. 11.19-22;
  - Edingburgh National Library of Scotland, MS.8999;
  - Parijs, Musée Marmottan Monet, collectie Wildenstein, Ms.152.;
  - Bristol, Bristol City Museum and Art Gallery, Cote K 2407;
  - Londen, Victoria and Albert Museum, Cote E. 949-20003.;[21]
  - Parijs, Musée du Louvre, Cabinet des dessins, cote RF 53030.;
  - Londen, privécollectie Sam Fogg
  - 52 folia met tekst en margeversiering, (Londen British Library, Royal, MS. 2.D.XL)[22]
- Le livre d'Heures de Frédéric III d'Aragon (1501-1504, BnF, Ms. Lat. 10532) met margedecoratie van Giovanni Todeschino (Avril 1984)
- Getijden van Ippolita van Aragon (1501-1504, Klooster van Montserrat)
- Officia Octo een collectie van gebeden uit de bibliotheek van Leonardo Corvino bisschop van Trivento, (1501-1504, Londen, British Library, add. MS. 21591)

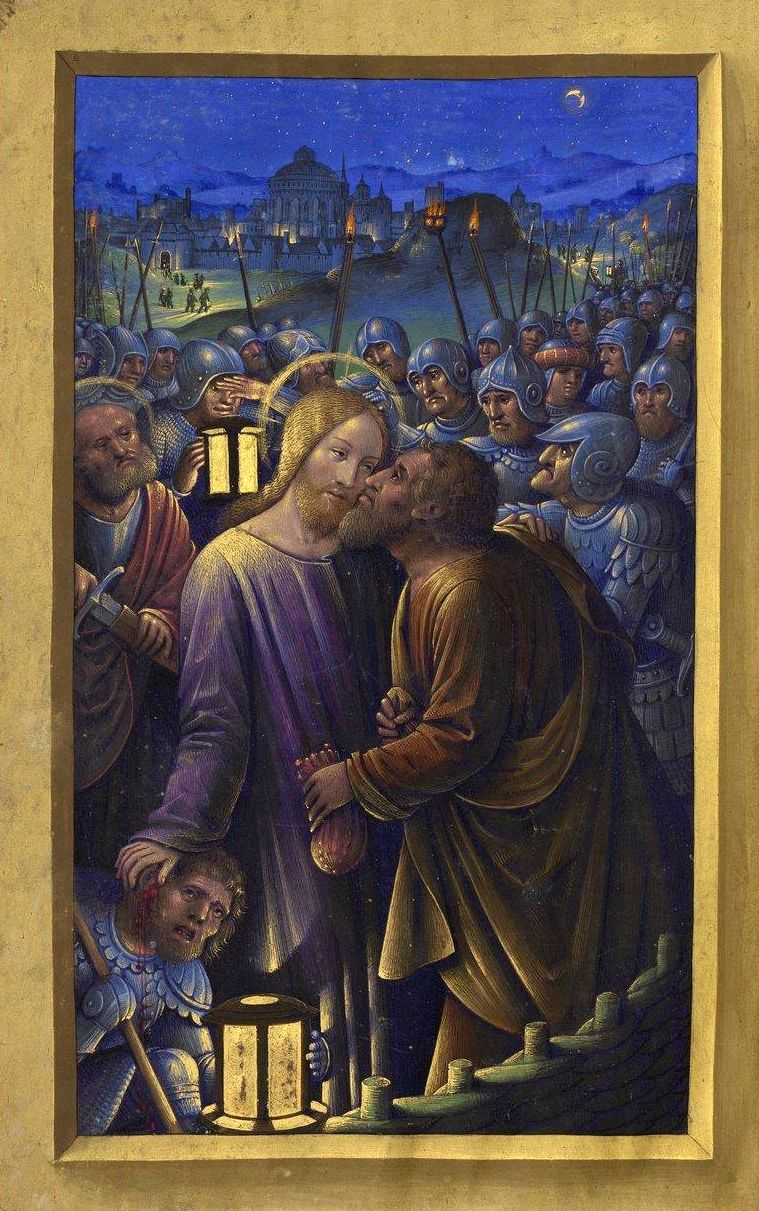
Grote getijden van Anne van Bourgondië, de judaskus

- Grote getijden van Anna van Bretagne,[23] (1503-1508, Parijs, Bibliothèque nationale de France, MS. Lat, 9474). Er zijn een aantal replieken gemaakt van de Grote Getijden van Anne van Bretagne waarvan er vier worden toegeschreven aan Bourdichon zelf:[7]
  - De Holford Uren (ca. 1519, New York, The Pierpont Morgan Library, MS M.732)[24]
  - De Rothschild versie (Waddesdon Manor, ms. 20)
  - Getijden naar gebruik van Rome (Londen, The British Libray, add. Ms. 18855)[25]
  - Het Gardner exemplaar (Boston, Isabella Stewart Gardner Museum, ms.8)
- Missaal van Jeacques de Beaune (1506-1509, Parijs, Bibliothèque nationale de France, MS. Lat. 886)[26]
- Les quatres états de la sociéte (ca. 1505-1510, Parijs, École nationale supérieure des beaux-arts Mn.mas. 90-93)
- Le Voyage de Gênes van Jean Marot, (ca. 1508, Parijs, Bibliothèque nationale de France, MS. fr. 591)
- Les Épîtres de poètes royaux: Anne de Bretagne écrivant à Louis XII. (ca. 1510, St. Petersburg, Russische Nationale Bibliotheek MS. fr.F.v.XIV, 8)

In de beginjaren van zijn carrière zou Bourdichon meegewerkt hebben aan een aantel werken van de Meester van de Boccaccio van München. Hij zou twee miniaturen hebben geleverd voor het tweede volume van de Antiquités judaïques en een belangrijk aandeel hebben gehad in de verluchting van de Titus-Livius van Versailles en de Titus-Livius van Rochechouart.